# Дервентски лист
Дервентски лист су локалне новине из Дервенте које излазе једном недјељно. Први број изашао је 12. децембра 1912. године. Главни уредник је Чедо Вујичић. Новине су издале 2.500. број 2016. године.

## Историја
Прво издање новина објављено је 12. децембра 1912. године под називом Дервентски котарски лист, а уредник првог броја био је Иван Радошевић. Цијена првог издања била је осам аустроугарских хелера. Прва два броја новина штампана су у Ријеци у Хрватској, затим је у Дервенти отворена „Народна штампарија”, позната као „Лајева штампарија”. Први тиражи били су између 10 и 20 хиљада. Излазио је све до 1918. године. Чланци су били писани и на латиници и на ћирилици. Након завршетка Првог свјетског рата престао је да излази у том облику. Поново је обновљен 1952. године, али у Добоју. Тамо је излазио све до 1966. године. Током Рата у Босни и Херцеговини поново је престао са радом. Обновљен је 1995. године и од тада редовно излази сваког четвртка (четвртак у Дервенти сматра се пазарним даном). Тренутан тираж износи 1.300, а писан је ћирилицом.

## Награде и признања
- Орден заслуга за народ са сребрном звијездом, за нарочите заслуге на пољу јавне дјелатности којом се доприноси општем напретку земље (1977)
- Великогоспојинска повеља са златним грбом општине (2013)[6]

## Редакција
- Чедо Вујичић, главни уредник
- Далборка Рогић, одговорни уредник
- Данка Земуновић, новинар
- Сања Николић, новинар
- Иван Живковић, фоторепортер, техничка припрема.

## Занимљивости
Након Политике, Дервентски лист су најстарије новине на Балкану. Политика је изашла 8 година раније.